# حضور افتخاری
حضور افتخاری یا حضور تک‌جلوه (به انگلیسی: Cameo appearance) که اغلب به صورت تَک‌جـِلوه یا کمیو (به انگلیسی: cameo) خلاصه می‌شود، به حضور کوتاه یا استفاده از صدای چهره‌های هنر نمایشی، یا به‌کارگیری یک نفر در نقش خودش است. این نقش‌ها اغلب کوتاه هستند و اکثراً بدون کلام‌اند و در بیشتر موارد این حضور دلیل مشخصی دارد (برای نمونه بازیگری از یک فیلم قدیمی در همان نقش و در نسخه بازسازی بازی کند) یا چهره مشهوری در نقش فرد ناشناسی نمایش داده می‌شود. استفاده از چهره‌های مشهور، کارگردان‌های سینما، سیاست‌مداران، ورزشکاران و موزیسین‌ها رایج است. استفاده از عوامل نمایش یا فیلم برای بازی در صحنه‌های کوتاه نیز می‌تواند به عنوان تک‌جلوه در نظر گرفته شود؛ مانند تک‌جلوه‌های آلفرد هیچکاک. لفظِ  کامئو از کلمهٔ ایتالیایی cammeo که در نوشته‌های تئاترِ ایتالیایی در اواسطِ قرن ۱۹ ظاهر می‌شود مأخوذ است.

## تاریخچه، کاربردها و نمونه‌ها
در اصل، تک‌جلوه به معنای بخش کوچکی از یک شخصیت است که از بخش‌های کوچک دیگر، متمایز و نسبت به آن‌ها برجسته شده باشد. فرهنگ انگلیسی آکسفورد این معنا را به یک پیش‌نویس یا خلاصهٔ ادبی کوتاه یا تک‌نگاری مربوط کرده که بر اساس معنای ادبی کمیو است.
امروزه اما کمیو بیش‌تر به عنوان حضوری کوتاه، چه در نقش یک شخصیت و چه در نقش خود استفاده می‌شود؛ مطابق نمونه‌هایی که در ادامه خواهند آمد.
این حضورها، به دلیل کوتاهی‌شان یا نابرابری منزلت شخصیت مشهور با فیلم یا برنامهٔ تلویزیونی مورد نظر، معتبر و مورد توجه نیستند. بلکه اغلب‌شان به نوعی تبلیغاتی کوتاه‌اند و برخی دیگر، برای قدردانی از کمک و همکاری یک بازیگر در کارهای پیشین اوست؛ چنان‌که در نسخهٔ سینمایی بسیاری از مجموعه‌های تلویزیونی یا نسخه‌های بازسازی‌شدهٔ فیلم‌های قدیمی دیده می‌شود. دیگر هنرمندان و افراد مشهور و پرافتخار هم به خاطر فعالیت‌هایشان در زمینه‌های به خصوص مشهورند.
تک‌جلوه می‌تواند شخصیتی را بسازد بدون این‌که زمان زیادی از نمایش را به خود اختصاص بدهد. برای نمونه می‌توان به شان کانری در فیلم رابین‌هود، شاهزاده دزدان، تد دانسون در فیلم نجات سرباز رایان، هیو جکمن در فیلم مردان ایکس: کلاس اول، آنتونی هاپکینز در فیلم مأموریت غیرممکن ۲، جورج کلونی در فیلم خط قرمز باریک، سیگورنی ویور در فیلم کلبه‌ای در جنگل و مایکل بی در فیلم پسران بد ۲ اشاره کرد. همین‌طور حضور جیسون روباردز در آغاز فیلم دشمن ملت، که بسیار کوتاه بود اما به گره‌گشایی داستان کمک زیادی می‌کرد.
به احتمال زیاد مشهورترین تک‌جلوه‌ها به آلفرد هیچکاک، کارگردان مشهور، مربوطند که چنین نقش‌آفرینی‌هایی را در بیش‌تر فیلم‌های آفریده‌است.
تک‌جلوه‌ها همین‌طور در داستان‌ها و دیگر آثار ادبی نیز دیده می‌شوند. تک‌جلوه‌های ادبی عموماً شخصیت مشخص و ثابتی از اثر دیگری را درگیر داستان می‌کنند و این شخصیت، با حضور کوتاهی که دارد، وضع مشترک و جهانشمولی را مستقر می‌کند، نکته‌ای را فاش می‌کند یا چیزی را برای پذیرفتن پیشنهاد می‌دهد. بالزاک اغلب این تکنیک را به خدمت می‌گرفت از جمله در اثر مشهورش کمدی انسانی. گاهی یک کمیو شخصیتی تاریخی را به خدمت می‌گیرد؛ کسی که در نقش شخصیت‌های داستانی یک رمان تاریخی ظاهر می‌شود مانند هنگامی که بنجامین فرانکلین در رمان تاریخی جان جیکز، آبجویی با شخصیت داستان، فیلیپ کاربونیو، می‌نوشد.
تک‌جلوه می‌تواند همچنین توسط خود نویسندهٔ اثر به وجود بیاید شود تا ردپایی از خصوصیات شخصی او در داستان پدیدار شود. ولادیمیر ناباکوف اغلب خودش در داستان‌اش ظاهر می‌شد. برای نمونه می‌توان به شخصیت ویوین دارک‌بلوم در رمان لولیتا اشاره کرد.
گاهی حضورهای زودهنگام به اشتباه کمیو خوانده می‌شوند. مانند حضور سیلوستر استالونه در فیلم انقلابی قلابی اثر وودی آلن درست پنج سال پیش از شهرت وی در فیلم راکی.
از نمونه‌های دیگر این اشتباه می‌توان به حضور الیجاه وود در فیلم بازگشت به آینده قسمت ۲ و ساموئل ال. جکسون در فیلم جن‌گیر ۳ (۴ سال پیش از حضورش در داستان عامه‌پسند) اشاره کرد. این‌ها حضورهایی زودهنگام از بازیگرانی هنوز شناخته نشده‌اند و کمیو به حساب نمی‌آیند.